# RB VCARB 01
De RB VCARB 01 is een Formule 1-auto die gebruikt werd door het Formule 1-team van RB in het seizoen 2024. De auto is de opvolger van de AlphaTauri AT04. De VCARB 01 rijdt met een motor van Honda Red Bull Powertrains en werd onthuld op 8 februari 2024 in Las Vegas. De VCARB 01 wordt bestuurd door Daniel Ricciardo die vorig jaar Nyck de Vries verving, en Yuki Tsunoda die voor het vierde seizoen op rij voor het team rijdt dat vorig jaar onder de naam AlphaTauri bekend stond. Vanaf de Grand Prix van de Verenigde Staten werd Daniel Ricciardo vervangen door Liam Lawson bij het team RB-Honda RBPT.

## Resultaten
| Kleur   | Resultaat                       |
| ------- | ------------------------------- |
| Goud    | Winnaar                         |
| Zilver  | Tweede plaats                   |
| Brons   | Derde plaats                    |
| Groen   | Gefinisht (punten behaald)      |
| Blauw   | Gefinisht (geen punten behaald) |
| Blauw   | Niet geklasseerd (NC)           |
| Paars   | Uitgevallen (DNF)               |
| Rood    | Niet gekwalificeerd (DNQ)       |
| Zwart   | Gediskwalificeerd (DSQ)         |
| Wit     | Niet gestart (DNS)              |
| Blanco  | Gewond (INJ)                    |
| Blanco  | Uitgesloten (EX)                |
| Blanco  | Teruggetrokken (WD)             |
| Blanco  | Niet deelgenomen                |
| 1, 2, 3 | Sprint positie (punten behaald) |
| P       | Poleposition                    |
| S       | Snelste ronde                   |

| Jaar | Chassis en banden | Motor          | Coureurs         | 1   | 2   | 3   | 4   | 5   | 6   | 7   | 8   | 9   | 10  | 11  | 12  | 13  | 14  | 15  | 16  | 17  | 18  | 19  | 20  | 21  | 22  | 23  | 24  | Punten | WK-plaats |
| ---- | ----------------- | -------------- | ---------------- | --- | --- | --- | --- | --- | --- | --- | --- | --- | --- | --- | --- | --- | --- | --- | --- | --- | --- | --- | --- | --- | --- | --- | --- | ------ | --------- |
| 2024 | VCARB 01 P        | Honda RBPTH002 |                  | BHR | SAr | AUS | JPN | CHN | MIA | EMI | MON | CAN | SPA | OOS | GBR | HON | BEL | NED | ITA | AZE | SIN | VST | MXS | SAP | LSV | QAT | ABU | 46     | 8         |
| 2024 | VCARB 01 P        | Honda RBPTH002 | Daniel Ricciardo | 13  | 16  | 12  | DNF | DNF | 415 | 13  | 12  | 8   | 15  | 9   | 13  | 12  | 10  | 12  | 13  | 13  | 18S |     |     |     |     |     |     | 46     | 8         |
| 2024 | VCARB 01 P        | Honda RBPTH002 | Yuki Tsunoda     | 14  | 15  | 7   | 10  | DNF | 87  | 10  | 8   | 14  | 19  | 14  | 10  | 9   | 16  | 17  | DNF | DNF | 12  | 14  | DNF | 7   | 9   | 13  | 12  | 46     | 8         |
| 2024 | VCARB 01 P        | Honda RBPTH002 | Liam Lawson      |     |     |     |     |     |     |     |     |     |     |     |     |     |     |     |     |     |     | 9   | 16  | 9   | 16  | 14  | 17† | 46     | 8         |

† — Coureur is niet gefinisht in de GP, maar heeft wel 90% van de race-afstand afgelegd, waardoor hij als geklasseerd genoteerd staat.